# Grube
Grube è un comune di 1 048 abitanti dello Schleswig-Holstein, in Germania. Appartiene al circondario dell'Holstein Orientale.